# Кнесет
Кнесет (івр. הכנסת, араб. الكنيست) — законодавчий орган влади Ізраїлю, його однопалатний парламент. Позаяк Ізраїль є парламентською республікою, Кнесет є і верховним органом влади.
Кнесет приймає усі закони, обирає президента Ізраїлю  і прем'єр-міністра Ізраїлю (хоча перший урочисто призначається прем'єр-міністром), затверджує кабінет міністрів і контролює роботу уряду Ізраїлю. Крім того, Кнесет обирає державного контролера. Кнесет має право позбавляти своїх членів імунітету, усувати президента та державного контролера з посади, розпускати уряд шляхом конструктивного вотуму недовіри, а також саморозпускатися та призначати нові вибори. Прем'єр-міністр також може розпустити Кнесет. Однак до завершення виборів Кнесет зберігає повноваження у своєму поточному складі. Кнесет збирається в Гіват-Рам в Єрусалимі. Члени Кнесету обираються по всій країні за пропорційною системою.
Після виборів до Кнесету, президент Ізраїлю проводить нараду з обраними фракціями і доручає формування уряду главі однієї з них, тому, хто «найбільш здатний» сформувати коаліційний уряд (згодом цей глава фракції стає главою уряду, прем'єр-міністром Ізраїлю). На практиці дана функція зазвичай покладається на главу найбільшої з обраних фракцій, хоча це не є обов'язковим: після виборів 2009 року президент доручив формування уряду Біньяміна Нетаньяху, чия фракція «Лікуд» набрала 27 мандатів, а не Ципі Лівні, чия фракція «Кадіма» набрала 28 мандатів.

## Історія
У 1996 і 1999 роках, при проведенні виборів в Кнесет 14-го і 15-го скликань, прем'єр-міністр обирався окремим всенародним голосуванням (відповідно до прийнятого закону про прямі вибори глави уряду). Таким чином в 1996 році уряд очолив Беньямін Нетаньягу, а в 1999 — Егуд Барак. У 2001 році, в зв'язку з відставкою Барака, прем'єр-міністр знову був обраний прямим голосуванням (ним став Аріель Шарон), при цьому Кнесет не переобирався. Потім прямі вибори прем'єр-міністра були скасовані.

## Функції
Склад уряду, в свою чергу, повинен бути підтриманий більшістю депутатів Кнесету. Депутати Кнесету раз в сім років обирають президента Ізраїлю, який виконує в основному церемоніальні функції. Термін повноважень Кнесету — чотири роки.
Один з Основних законів країни, закон про Кнесет, встановлює чотирирічний період повноважень кожного парламентського скликання від дня його обрання. Закон призначає нові вибори на третій вівторок місяця Хешван в рік закінчення повноважень Кнесету даного скликання. У тому випадку, якщо передував останньому рік був високосним, вибори відбуваються в перший вівторок Хешван. Через чотири роки оголошується розпуск Кнесету і проводяться нові вибори. Однак Кнесет вправі пересунути дату розпуску, скоротивши або продовживши строк своїх повноважень.

## Вибори
В Ізраїлі відносно низький процентний бар'єр — 3,25 %, проте до недавнього часу він був навіть ще нижче — 2 %, тому в Кнесеті зазвичай представлено не менше 10 партій. 120 депутатських місць розподіляються між партіями, що пройшли прохідний ценз, пропорційно кількості поданих голосів. При цьому мандати, що залишилися «зайвими», розподіляються відповідно до попередньо укладених попарними угодами між списками. До сих пір жодна партія в Ізраїлі не змогла одержати абсолютну (більше 60 мандатів) більшість в Кнесеті за підсумками виборів, і тому всі уряди формувалися на основі коаліцій. Однак в період 1967—1968 років об'єднана фракція трьох лівих списків налічувала 61 депутата.

## Кнесет 1 скликання
Кнесет 1 скликання («установчі збори») був обраний 24 тевета 5709 року — 25 січня 1949 року.
Спочатку Кнесет збирався в різних місцях в Тель-Авіві. Перші засідання проходили в Тель-Авівському музеї, коли останній ще розташовувався в Будинку Дізенґоф на бульварі Ротшильда. С 8 березня по 14 грудня 1949 року засідання проходили в кінотеатрі «Кесем», що розташовувався на площі Кнесету (Кікар га-Кнесет) між вулицею Га-Яркон і Тель-Авівської набережної, — в місці, де в 1993 році був зведений офісно-житловий комплекс з торгово-розважальним центром «Міґдаль га-Опера». Засідання Кнесету проходили також у тель-авівському готелі «Сан-Ремо». 26 грудня 1949 року ізраїльський парламент переїхав до Єрусалиму.

## Кнесет 17 скликання
Кнесет 17 скликання обраний 28 березня 2006 року. Відносна більшість (28 місць з 120) завоювала нова партія Аріеля Шарона — Егуда Ольмерта «Кадіма». Всього в парламент пройшли 12 партій.
27 жовтня 2008 року Президент Ізраїлю Шимон Перес визнав коаліційні переговори по створенню нового уряду провалилися, про що повідомив голову Кнесету Далію Іцік, і парламент був розпущений.

## Кнесет 23 скликання
Кнесет 23 скликання був приведений до присяги 16 березня 2020 року, після парламентських виборів, які відбулися 1 березня 2020 року.
Було створено уряд національної єдності, до якого увійшли і Біньямін Нетаньяху, лідер партії Лікуд, і Бені Ганц, глава блоку «Кахоль-Лаван».
Під час виборів глави парламенту у Бені Ганц не було конкурентів. Він був єдиним, хто подав свою кандидатуру на пост спікера. Депутат Ахмед Тібі робив спробу висунути себе на пост по телефону, але зробив це занадто пізно. Фракція «Еш Атід» оголосила, що не братиме участі в голосуванні. Депутат Меїр Коен, який представляє цю фракцію, був кандидатом від «Кахоль-Лаван» до того моменту, поки Бені Ґанц не розв'язав сам балотуватися на цю посаду. 26 березня новим спікером був обраний Бені Ґанц (74 проти 17).

## Кнесет 24 скликання
20 червня 2022 року прем'єр Ізраїлю Нафталі Беннет оголосив про розпуск парламенту. Прем'єр-міністром на час до приведення нового уряду до присяги став Яір Лапід. Парламентські вибори було заплановано провести наприкінці жовтня 2022 року.